# Attenti a noi due (programma televisivo)
Attenti a noi due è stato un programma televisivo italiano andato in onda in prima serata su Canale 5 nelle primavere del 1982 e del 1983, in due distinte edizioni, con la conduzione di Sandra Mondaini e Raimondo Vianello. È stato il varietà che ha segnato il debutto dei coniugi Vianello sulle reti Fininvest.
Il titolo era ironicamente ispirato a quello del telefilm Attenti a quei due.

## Il programma
Il programma, che riprendeva la formula del varietà classico degli anni settanta, ha segnato l'esordio della coppia Sandra Mondaini e Raimondo Vianello sulle reti Fininvest, tra i primi personaggi di spicco della Rai ad aver abbandonato l'azienda pubblica per lavorare nelle nascenti emittenti private.
La trasmissione era incentrata prevalentemente su alcuni sketch comici realizzati dalla coppia sulla vita coniugale, già proposti nei loro precedenti varietà e che anticipavano di fatto ciò che sarebbe stato realizzato alcuni anni più tardi con la sitcom Casa Vianello, ai quali partecipavano anche gli attori Tonino Micheluzzi e Enzo Liberti. A completare il cast della trasmissione erano, nella prima edizione, la valletta Trixie Revelli, che con il suo accento francese sbagliava spesso i nomi degli ospiti del varietà, insieme al corpo di ballo delle Blue Bells, confermate anche per la seconda edizione, quando entrò a far parte del cast il gruppo musicale dei Wall Street Crash.
Il programma prevedeva lo svolgimento di alcuni giochi e la presenza di due ospiti musicali per ogni puntata. Nella prima edizione furono: Nicola Di Bari, Madleen Kane, i Ricchi e Poveri, Russell Russell, Amii Stewart, Marcella, Riccardo Fogli, i Passengers, Mal, Kim & The Cadillacs, Karina Huff, Viola Valentino, Bruno Lauzi, Matia Bazar, Luca Barbarossa, Rosanna Fratello, Drupi, Sacha Distel, Plastic Bertrand, Sheena Easton, Garbo, Hall & Oates, Madness, Lene Lovich, Jennifer. Nella seconda: Mireille Mathieu, Al Bano e Romina Power, Ornella Vanoni, Renzo Arbore.
Gli ospiti dovevano in particolar modo sfidarsi nel gioco "musical-culinario": i concorrenti dovevano indovinare il titolo dei brani musicali interpretati dai due conduttori (accompagnati al pianoforte da Augusto Martelli) e, in caso di risposta esatta, venivano bersagliati dall'alto da un ingrediente che andava a comporre una ricetta; il primo concorrente che riusciva a completare la sua ricetta, indovinando quindi il maggior numero di canzoni, vinceva il premio, la "forchetta d'oro".
Le coreografie erano curate da Enzo Paolo Turchi, i testi da Vianello e Sandro Continenza, con suggerimenti di Sandra Mondaini, mentre la parte musicale era curata dal gruppo musicale Wall Street Crash. Le scenografie erano di Graziella Evangelista per la prima edizione e di Tullio Zitkowsky per la seconda.

### Collocazione in palinsesto e successo
La prima edizione venne trasmessa il mercoledì alle 20.30 dal 3 marzo al 2 giugno 1982, mentre la seconda, intitolata Attenti a noi due 2, fu promossa alla prima serata del sabato, alla stessa ora, dal 19 marzo all'11 giugno 1983. Ogni edizione era composta da tredici puntate. Le puntate, nel corso degli anni, sono state riproposte in replica nella programmazione estiva del sabato sera sempre su Canale 5 nel 1984, anche dal canale satellitare Happy Channel nei primi anni '2000 e attualmente nella programmazione notturna di Rete 4 come speciali di Ieri e oggi in TV, programma curato da Paolo Piccioli.
La trasmissione ebbe un notevole successo di pubblico e gradimento. La critica televisiva ebbe buoni giudizi sulla trasmissione, pur facendo notare che la formula era rimasta quella collaudata dai conduttori nei varietà precedenti e che, di fatto, si inseriva nel filone delle trasmissioni di rivista teatrale realizzate per il mezzo televisivo, particolarmente in voga nei primi anni ottanta, tra le quali si trovano anche Al Paradise e Sotto le stelle di Raiuno, Gran varietà dell'allora concorrente Rete 4 (all'epoca sotto la gestione Arnoldo Mondadori Editore e non ancora appartenente al gruppo Fininvest) e il Festival dei due mondi di Spoleto su Raitre.

## Media ascolti TV
| Edizione  | Telespettatori | Share |
| --------- | -------------- | ----- |
| 1983-1984 | 7.000.000      |       |